# Funaria leptopoda
Funaria leptopoda är en bladmossart som beskrevs av Griffith 1842. Funaria leptopoda ingår i släktet spåmossor, och familjen Funariaceae. Inga underarter finns listade i Catalogue of Life.